# آرمادیلوی سه‌نواره جنوبی
آرمادیلوی سه‌نواره جنوبی (نام علمی: Tolypeutes matacus) نام یک گونه از سرده گلوله‌ای‌ها است.